# Laity Kama
Pour les articles homonymes, voir Kama.
Le juge Laity Kama, né en 1939 à Dakar (Sénégal) et mort le 6 mai 2001 à Nairobi (Kenya), est un juriste sénégalais d'origine sérère qui fut le premier président du Tribunal pénal international pour le Rwanda (TPIR), une fonction qu'il occupa de 1995 à 1999, pour deux mandats successifs. 

## Carrière juridique
Laity Kama entre dans la magistrature au Sénégal en 1969. Il est d'abord juge d'instruction à Diourbel, dans l'Ouest du pays, de 1969 à 1973. 
Il est ensuite procureur-adjoint à Dakar de 1973 à 1974, puis procureur à Thiès de 1974 à 1978.
Le juge Kama exerce comme procureur-adjoint près la cour d'appel et la Cour d'assises de Dakar pendant quinze ans,. En 1992, il est nommé premier procureur-adjoint à la Cour suprême du Sénégal,.

## Carrière dans l'enseignement supérieur
En parallèle le juge Kama enseigne pendant vingt ans à l'École nationale d'administration et de magistrature (ENAM) de Dakar, un établissement qu'il a contribué à fonder.

## Carrière internationale
En mai 1995, il est nommé juge auprès du Tribunal pénal international pour le Rwanda (TPIR) et occupe ce poste jusqu'en juin 1999. Il est aussi élu premier président du TPIR, un poste auquel l'avocate sud-africaine Navanethem Pillay lui succède en 1999.
En tant qu'expert en droit pénal international, le juge Kama représente l'Afrique dans le groupe de travail sur la détention arbitraire créé par la Commission des droits de l'homme des Nations unies. À ce poste, le juge Kama préside les travaux d’élaboration du nouveau code de procédure pénale du Bénin. Membre de la délégation sénégalaise auprès de la Commission des droits de l'homme des Nations unies à Genève de 1983 à 1990, il participe activement aux négociations concernant la Convention contre la torture et autres peines ou traitements cruels, inhumains ou dégradants. 
Il anime des séminaires sur la violation des droits de l'homme et l'administration de la justice à Kigali (Rwanda) en 1991, puis à Bujumbura (Burundi) en 1993.

## Décès et hommages
Souffrant depuis le mois d'avril 2001, le juge Kama est hospitalisé à Nairobi (Kenya) où il est traité pour des troubles respiratoires et cardiovasculaires. Il meurt le 6 mai 2001. 
À sa mort, le drapeau des Nations unies est mis en berne devant le Tribunal pénal international pour le Rwanda (TPIR). Tom Kennedy, le responsable du Service de presse et des relations publiques du TPIR, qualifie la disparition du juge Kama de « triste perte ».
En octobre 2001, l'une des trois salles d'audience du Tribunal pénal international pour le Rwanda est dédiée au juge Kama et un CD-ROM consacré à son travail au TPIR est présenté au public.